# أنيتا كازاي
أنيتا كازاي (بالمجرية: Kazai Anita)‏ (ولدت في 28 مايو 1988) هي لاعبة كرة يد مجرية شاركت في المنتخب الوطني الهنغاري.

## الإنجازات
- البطولة الوطنية المجرية للسيدات :
  - الميدالية الفضية : 2010 ، 2011
- كأس المجر لكرة اليد للسيدات :
  - الميدالية الفضية : 2011
- بطولة الجامعة العالمية :
  - الفائز : 2010

## روابط خارجية
- نبذة عن اللاعب Anita Kazai على موقع Debreceni VSC الرسمي
- إحصاءات أنيتا كازاي المهنية في Worldhandball